# Mami Kawada
Mami Kawada (川田まみ Kawada Mami?) es una cantante J-Pop nacida en Sapporo el 13 de febrero de 1980. Mami es una de las cantantes más populares de I've Sound, un conocido grupo de productores dirigido por Kazuya Takase. Mami ha sacado dos álbumes y es conocida por sus trabajos en series de anime, en especial en Shakugan no Shana, el cual le ha dado mucha fama, seguido de To Aru Majutsu no Index.
A nivel profesional, Mami Kawada también está vinculada con otras cantantes de I've Sound, como es el caso de KOTOKO, Kaori Utatsuki, Eiko Shimamiya o MELL.

## Historia

### Inicios
El talento vocal de Mami Kawada fue escuchado por primera vez por Eiko Shimamiya, una cantante también perteneciente a I've Sound que fue profesora de una escuela de canto de Sapporo, Hokkaidō. fue en ese momento cuando entró a formar parte de I've Sound, dentro del cual, ella y su mentora serían dos de las cantantes más aclamadas. En el 2001, el primer tema que interpretó para I've Sound fue "Kaze to Kimi wo Daite" que fue seleccionada para el opening del H-game "miss you". La canción fue incluida dentro del quinto recopilatorio de I've sound, que fue titulado: "OUT FLOW". Desde entonces un gran número de canciones fueron ofrecidas a Mami kawada para novelas visuales.
En el 2002, ella comienza a interpretar temas para series de Anime y al mismo tiempo, interpretando canciones para otros juegos sobre novelas visuales. Mami interpretó la canción del ending del anime Onegai Teacher que se titulaba "Sora no Mori de" y fue la primera canción para anime que interpretó. El mismo año, Mami y Eiko Shimamiya se agruparon bajo el nombre de "Healing Leaf" y cantaron muchos temas para juegos de novelas visuales pero solo una de las canciones figuró en el recopilatorio I've Girls Compilation cuyo título era "Ame ni Utau Tanshikyoku".
Cuando en el 2005, publicó su primer sencillo titulado Radiance que fue la canción de cabecera del anime Starship Operators dentro del sello discográfico Geneon Entertainment Inc. Esto marcó el inicio de su carrera como compositora. La canción Radiance fue producida por KOTOKO, con quien cantó la canción a dúo. pero en sus siguientes publicaciones, ella comenzó a escribir las letras de sus canciones.

### Seed (2005–2006)
A finales del año 2005, Mami kawada publica su segundo sencillo; "Hishoku no sora, utilizada como canción de apertura de Shakugan no Shana. Se convirtió en un éxito, uno de los mayores de su carrera, vendiendo más de 37,000 ejemplares y llegando hasta el undécimo puesto de la lista óricon.
En marzo del 2006, Mami Kawada y Kotoko se encuentran de nuevo para interpretar la banda sonora de la OVA adaptación de la Novela visual Baldr Force. Mami Kawada se encargó de la canción de cierre titulada "Undelete," mientras que KOTOKO se encargaría del tema de apertura, titulado "Face of Fact (Resolution ver.)", una remezcla de la canción original del recopilatorio Lament. Cuatro semanas después de la publicación de este sencillo, la cantante publicó su primer álbum, titulado Seed, que contenía siete canciones inéditas, otras cuatro canciones de sus primeros tres sencillos, y la canción IMMORAL, de una novela visual publicada en el 2004. El disco alcanzó el puesto duodécimo del Oricon chart y llegó a vender más de 25000 copias.
Después de casi dos meses, Mami Kawada se embarca en su primera gira en la que cantó las canciones de su álbum en directo y que luego distribuyó en un CD, que contenía dos temas inéditos, uno de ellos instrumental, y otro llamado "Carpe Diem".

### Savia (2007)
Después del éxito de "Hishoku no Sora", Mami Kawada, tuvo otra canción para Shakugan no Shana, y se le pidió cantar la canción inserta para la película de la serie. Dicha canción sería "Akai namida". En mayo del 2007, también se agrupó junto con el resto de las cantantes de I've Sound para cantar la canción principal de la banda sonora de la película antes dicha, llamada Tenjou wo kakeru monotachi.
Tres meses después, la intérprete siguió adentrándose en el mundo del anime, publicando su cuarto sencillo, titulado Get my way, cuyo tema titular sería utilizado como segunda canción de cierre de la serie Hayate no Gotoku!. Esta última se trata de una canción muy diferente, comenzando a desarrollar un estilo más roquero en comparación con sus singles anteriores.
Más tarde, Mami Kawada desarrolla todavía más su vena roquera para su quinto sencillo titulado "JOINT", que sería la primera canción de apertura de la segunda temporada de Shakugan no shana, siendo "Triangle" el ending, también un éxito, la cara B de dicho sencillo. Este sencillo casi igualó en ventas a Hishoku no sora, pasando a ser otro de los temas más representativos de la carrera de la cantante.
Después del sencillo anteriormente mencionado, Mami Kawada se embarcó en su primera gira fuera de Japón, teniendo su primera escalada en el KHS Hall de Taiwán.
A mediados del 2008, la cantante publica su segundo disco titulado, Savia, que contenía nueve canciones inéditas, la canción "Sense", inserta en la serie Shakugan no Shana en el último capítulo, y las canciones de sus singles anteriores. A pesar de las buenas críticas que recibió el disco, no tuvo tanto éxito como su trabajo anterior, aunque le permitió embarcarse en una segunda gira por Japón.

### Linkage (2008 - 2010)
Tras la gira de Savia, en octubre del año 2008, aparece su sexto sencillo titulado Psi-Missing, que sería utilizado como opening de la serie de anime To Aru Majutsu no Index y en febrero del año siguiente publicaría el octavo sencillo y segunda canción de apertura de la serie, titulada "Masterpiece". Ese mismo año, la cantante junto con el resto de sus compañeras de I've Sound, dieron su segundo recital en Budokan, siendo la propia Mami Kawada la que abriría el concierto. Aparte de ello con motivo del evento mencionado, sacó un sencillo especial, titulado: "L'oiseau bleu", y a finales del año lanzó su octavo sencillo llamado "Prophecy" usado en la OVA de Shakugan no shana.
Ya a principios del 2010, la cantante saca su tercer y hasta ahora último álbum titulado LINKAGE, que incluiría las canciones de sus últimos singles hasta entonces, y varias canciones inéditas además de una versión de la canción: "Dreams", de The Cranberries.
El año 2010 supone una evolución de la cantante como letrista, pues en julio de ese año, comienza a escribir canciones para otras cantantes de I've Sound. Su primer tema solo como encargada de las letras sería; "A piece of my heart", interpretada por la recién llegada Nami Maisaki. Ese mismo año, la cantante lanza además su noveno sencillo titulado No buts!, que sería empleado como canción de apertura de la segunda temporada de To Aru Majutsu no Index, que entró en el número cinco de la lista Oricon, convirtiéndose en su sencillo más exitoso, superando a Hishoku no sora.

### Square the cirle (2011 - 2012)
Después del inesperado éxito de No buts!, Mami Kawada, publicó otro sencillo en febrero del 2011, como segunda canción de apertura de To Aru Majutsu no Index, titulado See visionS. Esta canción también tuvo bastante buena acogida, pero no llegó a alcanzar el éxito de su sencillo anterior.
Después de aquel momento, Mami Kawada vivió un periodo de relativa inactividad durante el cual escribió las letras de canciones para otras cantantes de I've Sound, como Rin Asami o Airi Kirishima. No fue hasta diciembre del 2011, cuando se anunció otro sencillo para la cantante. Dicho sencillo se titularía "Serment", y sería utilizado como segunda canción de apertura de la tercera temporada de Shakugan no Shana. Aquel sencillo entró en el número trece del Oricon, por lo tanto, fue exitoso, pero no tanto como las otras canciones que la cantante había interpretado para dicho anime.  Como novedad, cabe destacar que este sencillo, fue publicado con Warner Home Video, y no con Geneon, la que había sido su sello discográfico hasta entonces, lo cual hace pensar en un posible cambio de discográfica.
A principios del 2011, se anunció que Mami Kawada interpretaría la canción de apertura para otro anime llamado JORMUNGAND, (Un anime de género bélico), y que dicha canción sería publicada en forma de sencillo. Finalmente, el nombre de la canción se llamaría Borderland, y saldría a la venta el 30 de mayo de 2012.
Poco tiempo después, Justo antes de la publicación de aquel sencillo, Geneon, la discográfica de la cantante, anunció que esta publicaría su cuarto álbum de estudio, titulado: "Square the circle". Los sencillos que contendrá este disco son: "No buts!", "See visionS" y "Serment". Respecto a la fecha de lanzamiento, esta tendía lugar el día 8 de octubre del 2012.

## Discografía
- 2006: SEED
- 2008: SAVIA
- 2010: LINKAGE
- 2012: Square the circle
- 2015: Parablepsia

## Actuaciones en directo
- I've in BUDOKAN 2005 ～Open the Birth Gate～ (15 de octubre de 2005)
- MAMI KAWADA FIRST LIVE TOUR 2006 "SEED" (20 de mayo de 2006)
- MAMI KAWADA 2008 January LIVE IN TAIWAN (19 de enero de 2008)
- Mami Kawada Official Fan Club Establishment Commemoration Event Special Video Concert "MAMI KAWADA 2008 January LIVE IN TAIWAN"
- MAMI KAWADA LIVE TOUR 2008 "SAVIA"
- I've in BUDOKAN 2009 ～Departed to the Future～ (2 de enero de 2009)
- MAMI KAWADA LisAni live 2010
- MAMI KAWADA LIVE IN SHIBUYA 2011 "See visionS" (4 y 5 de mayo de 2011)